# 安布文貝
安布文貝是馬達加斯加的城鎮，也是安德羅伊區的首府，位於該國南部，距離陶拉納魯約110公里，海拔高度180米，全年平均降雨量602毫米，2010年人口72,413。